# Linus Thörnblad
Carl Linus Thörnblad (Lund, 6 maart 1985) is een voormalige Zweedse hoogspringer. Hij won een bronzen medaille op de wereldindoorkampioenschappen van 2006. De Zweden verwachtten van hem, dat hij de opvolger werd van Stefan Holm, een nieuwe Zweedse wereldtophoogspringer. Die verwachtingen heeft hij echter nooit waar kunnen maken. Op de twee Olympische Spelen waaraan hij deelnam, wist hij zich beide keren niet te kwalificeren voor de finale.

## Biografie

### Sinds zestiende jaar atletiek
Na zijn geboorte woonde Thörnblad twee jaar in Limhamn en verhuisde toen naar Malmö. Op zesjarige leeftijd begon hij met voetballen bij Lund Sport Klubb. Hij deed daarnaast ook aan handbal en ijshockey, maar voetbal interesseerde hem het meest.
Sinds zijn zestiende deed hij aan atletiek. Als kleine jongen was hij zeer actief en snel. Op school was zijn beste vak dan ook sport.

### Zweeds indoorkampioen
In 2002 wist Thörnblad zich met 2,15 m niet te plaatsen voor de finale op de wereldkampioenschappen voor junioren. Twee jaar later plaatste hij zich op dezelfde kampioenschappen wel voor de finale en viste met een vierde plaats net naast de medailles. Vervolgens vertegenwoordigde hij Zweden op de Olympische Spelen van Athene in 2004, maar wist zich niet te plaatsen voor de finale. In 2005 werd Thörnblad met een sprong over 2,31 Zweeds indoorkampioen in Malmö. Hij deed dat bij afwezigheid van Stefan Holm, die de acht jaren ervoor kampioen was geworden.

### Brons op WK indoor
Zijn eerste medaille bij het hoogspringen op een internationaal toernooi veroverde Linus Thörnblad in 2006 op de wereldindoorkampioenschappen in Moskou. Hij veroverde het brons met een sprong over 2,33 achter de Russen Jaroslav Rybakov (goud) en Andrey Tereshin (zilver). In datzelfde jaar eindigde hij net naast het podium op de Europese kampioenschappen in Göteborg. Daar verbeterde hij wel zijn persoonlijk record tot 2,34.
Na de EK van 2010 geraakte Thörnblad zowel lichamelijk als geestelijk in de problemen. Hoewel hij zich daar langzaam maar zeker aan wist te ontworstelen en aan het begin van 2012 weer voldoende fit leek voor een rentree (hij had inmiddels alweer 2,25 hoog gesprongen), besloot hij in april van dat jaar toch om een punt te zetten achter zijn atletiekloopbaan.
Thörnblad woont in Östra Torn en was aangesloten bij atletiekvereniging IFK Lund/MAI. Hij werd gesponsord door Puma en Saab.

## Titels
- Zweeds indoorkampioen hoogspringen - 2005, 2006, 2009

## Persoonlijke records
| Onderdeel              | Prestatie | Datum            | Plaats   |
| ---------------------- | --------- | ---------------- | -------- |
| hoogspringen (outdoor) | 2,34 m    | 9 augustus 2006  | Göteborg |
| hoogspringen (indoor)  | 2,38 m    | 25 februari 2007 | Göteborg |

## Palmares

### hoogspringen
Kampioenschappen
- 2004: 4e WJK - 2,21 m
- 2004: 12e in kwal. OS - 2,20 m
- 2006:  WK indoor - 2,33 m
- 2006:  Europacup in Praag - 2,27 m
- 2006: 4e EK - 2,34 m
- 2007:  EK indoor - 2,32 m
- 2007: 15e WK - 2,16 m
- 2007:  Wereldatletiekfinale Stuttgart - 2,27 m
- 2008: 11e in kwal. OS - 2,20 m
- 2008: 5e Wereldatletiekfinale Stuttgart - 2,26m
- 2009: 5e WK - 2,23 m
- 2010: 4e EK - 2,29 m

Diamond League-podiumplaatsen
- 2010:  Shanghai Golden Grand Prix - 2,24 m
- 2010:  Adidas Grand Prix - 2,30 m
- 2010:  Aviva British Grand Prix - 2,29 m

## Prestatieontwikkeling outdoor
| Hoogte (m) | Jaar | Plaats     |
| ---------- | ---- | ---------- |
| 2,19       | 2002 | Trelleborg |
| 2,30       | 2003 | Vellinge   |
| 2,27       | 2004 | Kil        |
| 2,26       | 2005 | Vellinge   |
| 2,34       | 2006 | Göteborg   |
| 2,31       | 2007 | Shanghai   |
| 2,31       | 2008 | Monaco     |
| 2,31       | 2009 | Warschau   |
| 2,30       | 2010 | New York   |
| 2,25       | 2011 | Nerja      |

## Prestatieontwikkeling indoor
| Hoogte (m) | Jaar | Plaats          |
| ---------- | ---- | --------------- |
| 2,24       | 2003 | Malmö           |
| 2,26       | 2004 | Lund            |
| 2,31       | 2005 | Malmö           |
| 2,34       | 2006 | Banská Bystrica |
| 2,38       | 2007 | Göteborg        |
| 2,35       | 2008 | Malmö           |
| 2,36       | 2009 | Banská Bystrica |
| --         | 2010 |                 |